# Odile
Odile ist ein weiblicher Vorname.

## Herkunft und Bedeutung
Odile ist eine französische Form des Vornamen Odilia, der auf das althochdeutsche Namenselement ot „ererbter Besitz“ zurückgeht.

## Namensträgerinnen
- Sainte Odile (≈660–720), Schutzpatronin des Elsass

- Odile Ahouanwanou (* 1991), beninische Leichtathletin
- Odile Bailleux (1939–2024), französische Cembalistin und Organistin
- Odile Benyahia-Kouider (* 1966), französische Journalistin und Autorin
- Odile Caradec (1925–2021), französische Lyrikerin
- Odile Chalvin (* 1953), französische Skirennläuferin
- Odile Edouard (* 1966), französische Violinistin
- Odile Kennel (* 1967), deutsch-französische Autorin, Lyrikerin und Übersetzerin
- Odile Limpach (* 1971), französische Wirtschaftsingenieurin und Hochschulprofessorin
- Odile Pierre (1932–2020), französische Organistin, Komponistin und Musikpädagogin
- Odile Versois (geb.Tania de Poliakoff-Baïdaroff; 1930–1980), französische Schauspielerin
- Odile Vuillemin (* 1976), französische Schauspielerin